# 砂川ヘリポート
砂川ヘリポート（すながわヘリポート）は、北海道砂川市西豊沼に所在するヘリポートである。

## 概要
1996年（平成8年）11月に公共用ヘリポートとして開場している。
2018年（平成30年）3月31日、国土交通省が関与する公共用へリポートとしての役割を終え、用途廃止となった。翌4月1日より所有は砂川市となり、所有上の正式名称は「砂川市場外離着陸場」となる。

## 利用状況
2004年度の発着回数は93回。北海道内にある公共用ヘリポートでは最も利用されている。
北海道警察札幌方面の指定離陸場となっており、防災・山岳救助活動の拠点となっている。
- 砂川ヘリポートの管理棟